# Micro Kid
Ne doit pas être confondu avec Micro Kid's.
Micro Kid est un jeu télévisé, diffusé les mercredis à 17h30 du 7 mars 1984 au 19 juin 1985 sur Antenne 2, présenté par Mouss, où deux équipes représentant chacune un collège s'affrontent chaque semaine pour remporter un périphérique de l'ordinateur en jeu. Elle utilisa aussi le principe des jeux interactif de France 2[pas clair].
La production utilise d'abord une douzaine de jeux sur ordinateur Apple II+, dont le signal vidéo peut être aisément converti aux normes utilisées par la régie de télévision. Mais rapidement, elle passe à une machine Atari 800 XL, dont le Basic est beaucoup plus accessible pour la programmation de nouveaux titres. Les jeux sur lesquels s'affrontent les candidats sont alors : Carré d'as, Le Dernier des Mohicans, Mozartissimo, Balistique,  La Quadrature du cercle, Laby 3D, Montgolfière, Topkapi.
L'émission encourage l'initiation des jeunes à la programmation informatique en mettant en avant régulièrement des clubs de micro-informatique locaux, en utilisant des jeux développés par des adolescents de 15 à 18 ans encadrés par un programmeur expérimenté, ou encore en participant à un concours de logiciels lors du tournage d'une émission en direct du festival vidéo loisirs d'Arcachon.
Après l'arrêt de l'émission, le code source de certains jeux ayant servi d'épreuve dans l'émission sont publiés par le magazine L'Atarien.